# 思想犯 (ヨルシカの曲)
「思想犯」(しそうはん) は、日本のロックバンドヨルシカの楽曲。2020年6月24日にアルバム発売に先駆けてユニバーサルミュージック内のレーベルユニバーサルJより先行配信された。

## 概要
「思想犯」というテーマはジョージ・オーウェルの小説「1984」から着想を得ていること、および歌詞中で尾崎放哉の作品や晩年をオマージュしていることが作曲・作詞を担当したn-bunaにより公言されている。
配信と同日にYouTube上でミュージック・ビデオが公開され、監督は神聖かまってちゃん「るるちゃんの自殺配信」などのミュー ジックビデオを手がけたアニメーション作家Rabbit MACHINEが担当している。

## 収録内容
| #         | タイトル   | 作詞・作曲・編曲 | 時間 |
| --------- | ---------- | ---------------- | ---- |
| 1.        | 「思想犯」 | n-buna           | 4:12 |
| 合計時間: | 合計時間:  | 合計時間:        | 4:12 |